# Ta itu
Ta itu är en roman av författaren Kristina Sandberg från 2003. Boken handlar om kvinnan Maria och om de kvinnliga villkor och sociala mönster som finns i det svenska samhället.